# Dyżurnet.pl

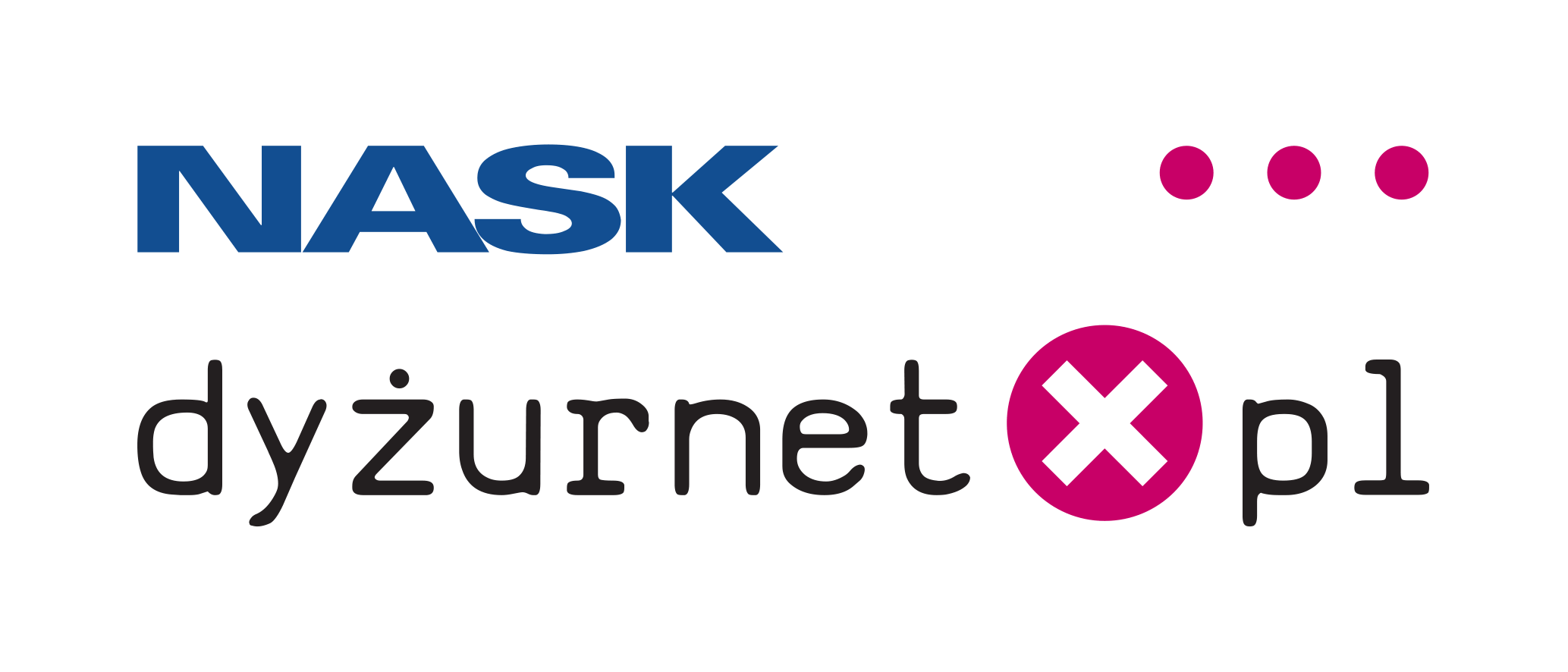

Dyżurnet.pl – punkt kontaktowy (ang. hotline), działający w ramach Naukowej i Akademickiej Sieci Komputerowej (NASK), odpowiedzialny za przyjmowanie zgłoszeń dotyczących nielegalnych treści w Internecie. Do 2006 roku funkcjonował pod nazwą NIFC Hotline Polska (NIFC – National Initiative for Children). Dyżurnet.pl to jedyny działający w Polsce zespół przyjmujący informacje o publikowanych w internecie treściach zabronionych prawem; przede wszystkim przedstawiających seksualne wykorzystanie dzieci oraz prowadzący działania na rzecz usunięcia tego typu treści z sieci. 

## Historia Dyżurnet.pl
Punkt kontaktowy powstał z inicjatywy Naukowej i Akademickiej Sieci Komputerowej w odpowiedzi na inicjatywę Komisji Europejskiej wyrażoną w formie „Call for Proposals 2003/2004”, zgodnie z wytycznymi zawartymi w dokumencie „Safer Internet Action Plan, Work Programme 2003-2004”.  Dokument ten wyznaczył trzy kierunki działania Unii Europejskiej w zakresie stwarzania warunków dla rozwoju bezpiecznego Internetu:
1. budowę bezpiecznej infrastruktury technicznej dostępu do Internetu,
2. tworzenie systemów filtracji i klasyfikacji/znakowania treści dostępnych w Internecie,
3. wspieranie inicjatyw budujących świadomość na temat bezpieczeństwa w Internecie.
W listopadzie 2003 roku NASK zgłosił swój akces do uruchomienia pierwszego w Polsce punktu kontaktowego. Projekt został pozytywnie oceniony przez Komisję Europejską, co skutkowało podpisaniem we wrześniu 2004 umowy, która zakładała udział środków finansowych w proporcji: 50% UE i 50% NASK. Punkt kontaktowy, pod nazwą  NIFC Hotline Polska, rozpoczął swoją działalność 1 stycznia 2005. W 2006 roku hotline zmienił oficjalną nazwą na Dyżurnet.pl, pod którą działa do chwili obecnej.
Od początku działalności zespół Dyżurnet.pl realizuje swoje zadania w ramach Polskiego Centrum Programu Safer Internet, który ma na celu podnoszenie poziomu bezpieczeństwa dzieci i młodzieży w internecie, między innymi poprzez promowanie korzystania z nowych technologii. Od 2005 r. do programu włączona została problematyka związana z zagrożeniami wynikającymi z użytkowania telefonów komórkowych, gier on-line, wymianą plików P2P i innymi formami komunikacji on-line w czasie rzeczywistym (czaty i komunikatory). Priorytetem programu na lata 2009–2013 było zwalczanie cyberprzemocy i uwodzenia dzieci w Internecie.

Od roku 2018 działania Zespołu w zakresie reagowania na treści pornograficzne z udziałem małoletnich wpisane zostały do ustawy o krajowym systemie cyberbezpieczeństwa (Dz.U. z 2024 r. poz. 1077) w brzmieniu:
Do zadań CSIRT NASK należy:
zapewnienie obsługi linii telefonicznej lub serwisu internetowego prowadzących działalność w zakresie zgłaszania i analizy przypadków dystrybucji, rozpowszechniania lub przesyłania pornografii dziecięcej za pośrednictwem technologii informacyjno-komunikacyjnych, o których mowa w dyrektywie Parlamentu Europejskiego i Rady 2011/92/UE z dnia 13 grudnia 2011 r. w sprawie zwalczania niegodziwego traktowania w celach seksualnych i wykorzystywania seksualnego dzieci oraz pornografii dziecięcej, zastępującej decyzję ramową Rady 2004/68/WSiSW (Dz. Urz. UE L 335 z 17.12.2011, str. 1)

## Działalność

### Zgłoszenia
Do zadań pracowników zespołu należy m.in. analiza treści wskazanych przez użytkowników, wykonywanie dokumentacji technicznych, przesyłanie informacji do policji, administratorów serwisów internetowych czy też zagranicznych punktów kontaktowych zrzeszonych w INHOPE (International Association of Internet Hotlines). Natomiast pracownicy nie dokonują interpretacji prawnej ani nie podejmują się wyszukiwania nielegalnych treści w Sieci.
Użytkownicy mogą zgłaszać do punktu kontaktowego skargi dotyczące:
- treści pornograficznych z udziałem małoletnich
- treści pornograficznych z użyciem przemocy lub posługiwaniem się zwierzęciem
- treści pornograficznych dostępnych publicznie bez ostrzeżenia
- treści propagujących publicznie faszystowski lub inny totalitarny ustrój państwa lub nawołujących do nienawiści na tle różnic narodowościowych, etnicznych, rasowych, wyznaniowych albo ze względu na bezwyznaniowość
- treści publicznie znieważających grupę ludności albo poszczególną osobę z powodu jej przynależności narodowej, etnicznej, rasowej, wyznaniowej, lub z powodu jej bezwyznaniowości
- materiał z tzw. przemocy wobec dzieci (child abuse material) – nie tylko treści pornograficzne, ale też np. materiały z przemocą fizyczną.
- treści nawołujące do popełnienia przestępstwa lub pochwalające jego popełnienie (np. nawoływanie do przemocy, zabójstwa, wandalizmu).
- treści dotyczące samookaleczeń lub samobójstw, jeśli promują takie zachowania (np. „instrukcje” jak się zranić lub odebrać sobie życie).
- treści zawierające groźby karalne – wobec konkretnych osób lub grup.
- nielegalne oferty sprzedaży broni, narkotyków, materiałów wybuchowych itp.
- treści pirackie lub naruszające prawa autorskie, jeśli są publikowane w sposób oczywisty jako działalność przestępcza.

## Zgłaszanie skarg
Informacje o nielegalnych treściach można zgłaszać przez całą dobę poprzez pocztę elektroniczną, formularz kontaktowy na stronie internetowej, telefonicznie oraz listownie.